# Grecja na Letnich Igrzyskach Olimpijskich 1924
Grecję na Letnich Igrzyskach Olimpijskich 1924 w Paryżu reprezentowało 39 zawodników: 38 mężczyzn i 1 kobieta. Był to 7. start reprezentacji Grecji na letnich igrzyskach olimpijskich.
Najmłodszym greckim zawodnikiem na tych igrzyskach był 20-letni lekkoatleta, Argyris Karagiannis, natomiast najstarszym 48-letni szermierz, Joanis Jeorjadis. Chorążym reprezentacji podczas ceremonii otwarcia był Christos Vrettos.

## Zdobyte medale
Greccy zawodnicy nie zdobyli medali. Złoty medal przyznano rzeźbiarzowi Konstantinosowi Dimitriadisowi za dzieło Fiński dyskobol. Olimpijski Konkurs Sztuki i Literatury był częścią igrzysk olimpijskich w latach 1912-1948.

## Skład kadry

### Boks
| Zawodnik        | Konkurencja     | 1/16               | 1/8              | Ćwierćfinał      | Półfinał         | Finał            | Finał   |
| Zawodnik        | Konkurencja     | Przeciwnik Wynik   | Przeciwnik Wynik | Przeciwnik Wynik | Przeciwnik Wynik | Przeciwnik Wynik | Miejsce |
| --------------- | --------------- | ------------------ | ---------------- | ---------------- | ---------------- | ---------------- | ------- |
| Emanuil Gneftos | waga półśrednia | Andreas Petersen P | Nie awansował    | Nie awansował    | Nie awansował    | Nie awansował    | 17.     |

### Lekkoatletyka
Konkurencje biegowe
| Konkurencja                 | Zawodnik                                                                           | Eliminacje | Eliminacje | Ćwierćfinał   | Ćwierćfinał   | Półfinał      | Półfinał      | Finał              | Finał              |
| Konkurencja                 | Zawodnik                                                                           | Wynik      | Miejsce    | Wynik         | Miejsce       | Wynik         | Miejsce       | Wynik              | Miejsce            |
| --------------------------- | ---------------------------------------------------------------------------------- | ---------- | ---------- | ------------- | ------------- | ------------- | ------------- | ------------------ | ------------------ |
| 100 m                       | Alexandros Papafingos                                                              | b.d        | 5.         | Nie awansował | Nie awansował | Nie awansował | Nie awansował | Nie awansował      | Nie awansował      |
| 100 m                       | Konstantinos Pantelidis                                                            | b.d        | 4.         | Nie awansował | Nie awansował | Nie awansował | Nie awansował | Nie awansował      | Nie awansował      |
| 200 m                       | Alexandros Papafingos                                                              | b.d        | 3.         | Nie awansował | Nie awansował | Nie awansował | Nie awansował | Nie awansował      | Nie awansował      |
| 200 m                       | Konstantinos Pantelidis                                                            | b.d        | 2.         | b.d           | 6.            | Nie awansował | Nie awansował | Nie awansował      | Nie awansował      |
| 5000 m                      | Alexandros Kranis                                                                  |            |            |               |               | 16:45,8       | 7.            | Nie awansował      | Nie awansował      |
| 10 000 m                    | Vyron Athanasiadis                                                                 |            |            |               |               |               |               | Nie ukończył biegu | Nie ukończył biegu |
| 10 000 m                    | Alexandros Kranis                                                                  |            |            |               |               |               |               | Nie ukończył biegu | Nie ukończył biegu |
| 110 m przez płotki          | Ioannis Talianos                                                                   | 16,3       | 4.         |               |               | Nie awansował | Nie awansował | Nie awansował      | Nie awansował      |
| 400 m przez płotki          | Ioannis Talianos                                                                   | 58,0       | 3.         |               |               | Nie awansował | Nie awansował | Nie awansował      | Nie awansował      |
| sztafeta 4 × 100 m mężczyzn | Argyris Karagiannis Konstantinos Pantelidis Alexandros Papafingos Ioannis Talianos | 46,1       | 2.         |               |               | 45,2          | 4.            | Nie awansowali     | Nie awansowali     |
| maraton                     | Alexandros Kranis                                                                  |            |            |               |               |               |               | Nie ukończył biegu | Nie ukończył biegu |
| maraton                     | Iraklis Sakellaropoulos                                                            |            |            |               |               |               |               | Nie ukończył biegu | Nie ukończył biegu |
| maraton                     | Vyron Athanasiadis                                                                 |            |            |               |               |               |               | Nie ukończył biegu | Nie ukończył biegu |

Konkurencje techniczne
| Konkurencja    | Zawodnik                | Eliminacje                     | Eliminacje                     | Finał                          | Finał                          |
| Konkurencja    | Zawodnik                | Wynik                          | Miejsce                        | Wynik                          | Miejsce                        |
| -------------- | ----------------------- | ------------------------------ | ------------------------------ | ------------------------------ | ------------------------------ |
| skok w dal     | Konstantinos Pantelidis | 5,94                           | 27.                            | Nie awansował                  | Nie awansował                  |
| skok wzwyż     | Antonios Karyofyllis    | 1,70                           | 18.                            | Nie awansował                  | Nie awansował                  |
| skok o tyczce  | Argyris Karagiannis     | 3,20                           | 15.                            | Nie awansował                  | Nie awansował                  |
| pchnięcie kulą | Dimitrios Karabatis     | 10,955                         | 26.                            | Nie awansował                  | Nie awansował                  |
| pchnięcie kulą | Christos Vrettos        | 13,125                         | 14.                            | Nie awansował                  | Nie awansował                  |
| rzut dyskiem   | Dimitrios Karabatis     | Nie zaliczył żadnej odległości | Nie zaliczył żadnej odległości | Nie zaliczył żadnej odległości | Nie zaliczył żadnej odległości |
| rzut dyskiem   | Georgios Zacharopoulos  | 34,02                          | 30.                            | Nie awansował                  | Nie awansował                  |
| rzut oszczepem | Georgios Zacharopoulos  | 51,17                          | 15.                            | Nie awansował                  | Nie awansował                  |

| Zawodnik               | Konkurencje   | Konkurencje                | Wyniki                | Punkty                   | Miejsce                  |
| ---------------------- | ------------- | -------------------------- | --------------------- | ------------------------ | ------------------------ |
| Stelios Benardis       | pięciobój     | skok w dal                 | 5,345                 | 29                       | 29.                      |
| Stelios Benardis       | pięciobój     | rzut oszczepem             | 35,58                 | 27                       | 27.                      |
| Stelios Benardis       | pięciobój     | Bieg na 200 m              | 26,2                  | 27                       | 27.                      |
| Stelios Benardis       | pięciobój     | rzut dyskiem               | -                     | -                        | -                        |
| Stelios Benardis       | pięciobój     | Bieg na 1500 m             | -                     | -                        | -                        |
| Stelios Benardis       | pięciobój     | Finał                      |                       | 83                       | 28.                      |
| Georgios Zakharopoulos | pięciobój     | skok w dal                 | 5,485                 | 27                       | 27.                      |
| Georgios Zakharopoulos | pięciobój     | rzut oszczepem             | 49,00                 | 7                        | 7.                       |
| Georgios Zakharopoulos | pięciobój     | Bieg na 200 m              | Nie stanął na starcie | Nie stanął na starcie    | Nie stanął na starcie    |
| Georgios Zakharopoulos | pięciobój     | rzut dyskiem               | -                     | -                        | -                        |
| Georgios Zakharopoulos | pięciobój     | Bieg na 1500 m             | -                     | -                        | -                        |
| Georgios Zakharopoulos | pięciobój     | Finał                      |                       | Nie ukończył konkurencji | Nie ukończył konkurencji |
| Stelios Benardis       | dziesięciobój | bieg 100 m                 | 12,2                  | 619,2                    | 33.                      |
| Stelios Benardis       | dziesięciobój | skok w dal                 | 5,70                  | 534,5                    | 32.                      |
| Stelios Benardis       | dziesięciobój | pchnięcie kulą             | 9,895                 | 455,5                    | 26.                      |
| Stelios Benardis       | dziesięciobój | skok wzwyż                 | 1,60                  | 538                      | 21.                      |
| Stelios Benardis       | dziesięciobój | bieg 400 m                 | 57,6                  | 646,56                   | 31.                      |
| Stelios Benardis       | dziesięciobój | rzut dyskiem               | 30,560                | 443,30                   | 18.                      |
| Stelios Benardis       | dziesięciobój | bieg na 110 m przez płotki | 19,2                  | 601                      | 26.                      |
| Stelios Benardis       | dziesięciobój | skok o tyczce              | 2,92                  | 443,8                    | 15.                      |
| Stelios Benardis       | dziesięciobój | rzut oszczepem             | 40,64                 | 440,1                    | 16.                      |
| Stelios Benardis       | dziesięciobój | bieg na 1500 m             | 5:25,6                | 467,2                    | 22.                      |
| Stelios Benardis       | dziesięciobój | Finał                      |                       | 5189,16                  | 24.                      |

### Piłka wodna
- Reprezentacja mężczyzn

| - Theodorakis Anastassios - Andreas Asimakopulos - Nikolaos Mavrokordatos Baltatzis - Georgios Chalkiopoulos - Nikolaos Kaloudis |  | - Pantelis Psychas - Dionysios Vassilopoulos - Christos Peppas - E. Vlassis - C. Vourvoulis |

Turniej główny

#### 1 Runda
|  | Czechosłowacja | 6:1 | Grecja |  |
|  |                |     |        |  |

Reprezentacja Grecji została sklasyfikowana na 10. miejscu.

### Pływanie
Mężczyźni
| Konkurencja     | Zawodnik             | Eliminacje | Eliminacje | Półfinał      | Półfinał      | Finał         | Finał         |
| Konkurencja     | Zawodnik             | Czas       | Miejsce    | Czas          | Miejsce       | Czas          | Miejsce       |
| --------------- | -------------------- | ---------- | ---------- | ------------- | ------------- | ------------- | ------------- |
| 100 m dowolnym  | Dionizos Vasilopulos | 1:12,0     | 4.         | Nie awansował | Nie awansował | Nie awansował | Nie awansował |
| 400 m dowolnym  | Dionizos Vasilopulos | 6:21,4     | 3.         | nie awansował | nie awansował | nie awansował | nie awansował |
| 1500 m dowolnym | Dionizos Vasilopulos | 26:17,4    | 4.         | Nie awansował | Nie awansował | Nie awansował | Nie awansował |

### Strzelectwo
| Konkurencja                      | Zawodnik                                                                                     | Finał | Finał   |
| Konkurencja                      | Zawodnik                                                                                     | Wynik | Pozycja |
| -------------------------------- | -------------------------------------------------------------------------------------------- | ----- | ------- |
| pistolet szybkostrzelny 25 m     | Alexandros Theofilakis                                                                       | 16    | 21.     |
| pistolet szybkostrzelny 25 m     | Georgios Moraitinis                                                                          | 14    | 37.     |
| pistolet szybkostrzelny 25 m     | Joanis Teofilakis                                                                            | 13    | 40.     |
| pistolet szybkostrzelny 25 m     | Georgios Vafiadis                                                                            | 7     | 53.     |
| karabin małokalibrowy leżąc 50 m | Joanis Teofilakis                                                                            | 376   | 41.     |
| karabin małokalibrowy leżąc 50 m | Georgios Moraitinis                                                                          | 364   | 58.     |
| karabin małokalibrowy leżąc 50 m | Alexandros Theofilakis                                                                       | 358   | 60.     |
| karabin dowolny 600 m leżąc      | Gerasimos Anagnostou                                                                         | 82    | 24.     |
| karabin dowolny 600 m leżąc      | Andreas Vikhos                                                                               | 81    | 31.     |
| karabin dowolny 600 m leżąc      | Joanis Teofilakis                                                                            | 78    | 41.     |
| karabin dowolny 600 m leżąc      | Alexandros Teofilakis                                                                        | 74    | 48.     |
| karabin dowolny drużynowo        | Joanis Teofilakis Alexandros Theofilakis Georgios Anitsas Georgios Moraitinis Andreas Vichos | 526   | 12.     |

### Szermierka
Mężczyźni
| szpada indywidualnie | Konstandinos Nikolopulos                                                               | Ernest Gevers Gustaf Lindblom George Calnan Joseph Misrahi Frederico Paredes Pieter von Boven Viggo Stilling-Andersen Johan Falkenberg Carlos Miguel |   |                                             |   | Nie awansował | Nie awansował   | Nie awansował | Nie awansował   | Nie awansował   | Nie awansował   | Nie awansował   |               |               |
| szpada indywidualnie | Trifon Triandafilakos                                                                  | Nils Hellsten Renzo Compagna Wouter Brouwer Mário de Noronha Léon Tom Héctor Belo Félix de Pomés Frithjof Lorentzen Ahmed Hassanein                  |   |                                             |   | Frédéric Fitting Renzo Compagna Paul Anspach Mário de Noronha Allan Milner Armand Massard Willem van Blijenburgh Conrado Rolando Robert Frater Bror Lagercrantz |                 | Nie awansował | Nie awansował   | Nie awansował   | Nie awansował   | Nie awansował   |               |               |
| szpada indywidualnie | Teodoros Fustanos                                                                      | Roger Ducret Robert Frater Pedro Nazar Frédéric Fitting Paul Anspach Conrado Rolando Eduardo Alonso Josef Javůrek                                    |   |                                             |   | Nie awansował | Nie awansował   | Nie awansował | Nie awansował   | Nie awansował   | Nie awansował   | Nie awansował   |               |               |
| szpada drużynowo     | Konstandinos Kodzias Konstandinos Nikolopulos Ewangelos Skotidas Trifon Triandafilakos | Szwajcaria · Kuba | P |                                             |   | Nie awansowqali | Nie awansowqali | Nie awansowqali | Nie awansowqali | Nie awansowqali | Nie awansowqali | Nie awansowqali |               |               |
| floret indywidualnie | Teodoros Fustanos                                                                      | |   | Émile Dufrance Horacio Casco Gil de Andrade | P | Nie awansował | Nie awansował   | Nie awansował | Nie awansował   | Nie awansował   | Nie awansował   | Nie awansował   | Nie awansował | Nie awansował |
| szabla indywidualnie | Joanis Jeorjadis                                                                       | |   |                                             |   | Giulio Sarrocchi Ödön Tersztyánszky Marc Perrodon Carmelo Merlo Archibald Corble Arthur Lyon Fernando Guillén                                                   | P W P           | Nie awansował | Nie awansował   | Nie awansował   | Nie awansował   | Nie awansował   |               |               |
| szabla indywidualnie | Konstandinos Kodzias                                                                   | |   |                                             |   | Adrianus de Jong János Garay Pedro Mendy Sigurd Akre Fuat Balkan                                                                                                |                 | Oreste Puliti Sándor Pósta Horacio Casco Giulio Sarrocchi Héctor Belo Robert Feyerick Marc Perrodon Maarten van Dulm | P W P           | Nie awansował   | Nie awansował   | Nie awansował   |               |               |
| szabla drużynowo     | Joanis Jeorjadis Konstandinos Kodzias Konstandinos Nikolopulos Trifon Triandafilakos   | Włochy · Czechosłowacja | P |                                             |   | Nie awansowali | Nie awansowali  | Nie awansowali | Nie awansowali  | Nie awansowali  | Nie awansowali  | Nie awansowali  |               |               |

### Tenis ziemny
| Konkurencja | Zawodnik                                  | 1 runda                                        | 2 runda                                                 | 3 runda                                             | 4 runda          | Ćwierćfinały     | Półfinały        | Finał            | Miejsce |
| Konkurencja | Zawodnik                                  | Przeciwnik Wynik                               | Przeciwnik Wynik                                        | Przeciwnik Wynik                                    | Przeciwnik Wynik | Przeciwnik Wynik | Przeciwnik Wynik | Przeciwnik Wynik | Miejsce |
| ----------- | ----------------------------------------- | ---------------------------------------------- | ------------------------------------------------------- | --------------------------------------------------- | ---------------- | ---------------- | ---------------- | ---------------- | ------- |
| Singiel (m) | Avgoustos Zerlentis                       |                                                | Athar Ali Fyzee W 3:2 (6:3,1:6,3:6,6:3,6:4)             | Umberto De Morpurgo P 0:3 (0:6,2:6,4:6)             | Nie awansował    | Nie awansował    | Nie awansował    | Nie awansował    | 17.     |
| Singiel (m) | Pantelis Papadopoulos                     | Héctor Cattaruzza P 0:3 (5:7,5:7,1:6)          | Nie awansował                                           | Nie awansował                                       | Nie awansował    | Nie awansował    | Nie awansował    | Nie awansował    | 61.     |
| debel (m)   | Pantelis Papadopoulos Avgoustos Zerlentis |                                                | Felipe del Canto Mariano Lozano W 3:1 (6:2,6:3,4:6,6:2) | José María Alonso Manuel Alonso P 0:3 (2:6,7:9,4:6) |                  | Nie awansowali   | Nie awansowali   | Nie awansowali   | 9.      |
| singiel (k) | Lena Valaoritou-Skaramaga                 |                                                | N.Polley P 1:2 (6:1,3:6,2:6)                            | Nie awansowała                                      | Nie awansowała   | Nie awansowała   | Nie awansowała   | Nie awansowała   | 17.     |
| mikst       | Helena Contostavlos Pantelis Papadopoulos | Rita Le Gallais Camille Wolff W 3:0 (walkower) | Phyllis Covell Leslie Godfree P 0:3 (walkower)          |                                                     |                  | Nie awansowali   | Nie awansowali   | Nie awansowali   | 9.      |

### Zapasy
| Zawodnik                    | Konkurencja       | Runda pierwsza   | Runda druga           | Runda trzecia    | Runda czwarta    | Runda piąta      | Runda szósta     | Runda siódma     | Runda finałowa   | Pozycja       |
| Zawodnik                    | Konkurencja       | Przeciwnik Wynik | Przeciwnik Wynik      | Przeciwnik Wynik | Przeciwnik Wynik | Przeciwnik Wynik | Przeciwnik Wynik | Przeciwnik Wynik | Przeciwnik Wynik | Pozycja       |
| --------------------------- | ----------------- | ---------------- | --------------------- | ---------------- | ---------------- | ---------------- | ---------------- | ---------------- | ---------------- | ------------- |
| styl klasyczny waga kogucia | Jeorjos Zerwinis  | Sven Martinsen p | Johannes van Maaren p | Nie awansował    | Nie awansował    | Nie awansował    | Nie awansował    | Nie awansował    | Nie awansował    | Nie awansował |
| styl klasyczny waga lekka   | Wasilios Pawlidis | Leon Rękawek p   | Holger Askehave p     | Nie awansował    | Nie awansował    | Nie awansował    | Nie awansował    | Nie awansował    | Nie awansował    | Nie awansował |